# New Zealand Space Agency
La New Zealand Space Agency (NZSA) è l'agenzia governativa incaricata delle politiche aerospaziali in Nuova Zelanda. Il suo quartier generale ha sede a Wellington.    
L’agenzia è stata istituita nell'aprile 2016 e posta alle dipendenze del Ministry of Business, Innovation and Employment (MBIE). Ha il compito di promuovere lo sviluppo dell’industria spaziale in Nuova Zelanda e consentire alla nazione di conseguire i benefici economici, sociali e ambientali associati all’uso delle tecnologie spaziali.
La NZSA ha stretto accordi con la compagnia privata statunitense Rocket Lab per la realizzazione dello spazioporto Rocket Lab Launch Complex 1 sull'Isola del Nord e del razzo vettore Electron. 